# Гоцевский, Траян
Траян Гоцевский (макед. Трајан Гоцевски; род. 19 января 1950 в селе Селник, община Делчево) — первый министр обороны Республики Македония.

## Биография

### Образование
Среднее образование получил в Делчево. Высшее образование получил на экономическом факультете Университета в Скопье, который окончил в 1973 году. В 1982 году стал магистром, а в 1987 году — доктором экономических наук.

### Карьера
- С 1979 года — советник правительства Социалистической Республики Македония.
- В 1988 году стал доцентом на философском факультете Университета в Скопье, затем, в 1992 — профессором.
- В 1991 году стал первым гражданским министром обороны Социалистической Республики Македония, а после провозглашения независимости — Республики Македония.

## Публикации
Гоцевский автор 40 книг и 160 других публикаций на македонском, английском, французском и албанском языках.

## Награды
- Орден «За военные заслуги» (16 августа 2022 года)[1]